# ムハンマド・アミーン (サッカー選手)
ムハンマド・アミーン（Mohammed Ameen Haidar Al-Awlaqi、1980年4月29日 - ）は、サウジアラビアの元サッカー選手。元サウジアラビア代表。ポジションはミッドフィールダー。

## 経歴
2005年6月にサウジアラビア代表デビュー。2006 FIFAワールドカップのメンバーにも選ばれ、2試合に出場した。2007年までに24試合に出場、3得点をあげた。

## 代表歴

### 出場大会
- サウジアラビア代表
  - 2006 FIFAワールドカップ

### 試合数
- 国際Aマッチ 試合 得点（200年-200年）[1]

| サウジアラビア代表 | 国際Aマッチ | 国際Aマッチ |
| 年                 | 出場        | 得点        |
| ------------------ | ----------- | ----------- |
| 2005               | 3           | 0           |
| 2006               | 20          | 3           |
| 2007               | 1           | 0           |
| 通算               | 24          | 3           |